# مدرسة درب القيار (بغداد)
مدرسة درب القيّار أو مدرسة الحرّاني مدرسة تاريخية يعود تأسيسها إلى العصر العباسي في بغداد. بناها أبو العباس أحمد بن محمد بن بكروس الحمامي الحنبلي، المتوفى عام 1177، لذا يُطلق عليها أحياناً «مدرسة ابن بكروس». تم إنشاؤها للمذهب الحنبلي في درب القيار في الجانب الشرقي للمدينة. إلا أنها لم تعد موجودة اليوم.